# Colom de pinta

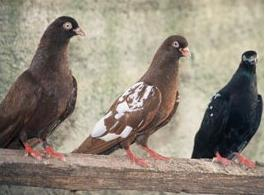

El colom de pinta (Mallorca) o d'esbart (Menorca), és un colom de grandària mitjana a petita i de posat quasi horitzontal. D'aire despert i alegre, pertany al grup de coloms de vol, el qual fa en esbart, i forma un bloc més o menys compacte. Destaca per les distintes varietats en el disseny i els colors del plomatge.

## Orígens
Sembla, segons els distints autors, que aquest colom prové del Continent Asiàtic, de la zona compresa entre l'Índia i l'Orient Mitjà i no se sap quan fou introduït a les Illes. Tal volta durant les dominacions islàmiques o bé més tard, durant els segles xvi i xvii, arran del comerç del Països Baixos amb aquelles regions asiàtiques. A Mallorca se'l coneix com a Colom de Pinta, en tant que a Menorca se'l denomina d'Esbart, però entenen els autors que es tracta de la mateixa raça per la seva conformació, ja que les denominacions segons els colors i la seva distribució són majoritàriament coincidents, amb les petites variacions que es donen en la selecció marcada per la insularitat.
Té l'estàndard aprovat des de l'any 1994 per l'Entensa Europea d'Avicultura i Cunicultura.

## Característiques morfològiques
El cap és més aviat petit, amb el front bastant elevat i la part superior del crani lleugerament plana. El bec és curt, de color clar o de caramel obscur, segons la coloració del plomatge. Les carúncules nasals són molt fines, petites i llises. Els ulls són de color blanc perla, molt finament esquitxat de color rosat. En les varietats de plomatge majorment blanc, l'ull pot ser negre. El rivet ocular és fi i ben aparent, sempre de color clar.
El coll és curt i el cos ovalat, amb el pit ample. Les ales són de grandària normal i estan sempre situades per davall de la coa, però sense arrossegar-les. La coa és elevada, quasi horitzontal, composta d'un nombre entre 13 i 16 plomes. Les cames són de llargària mitjana i de color vermell, amb les ungles del mateix color que el bec.
El plomatge és cenyit al cos i presenta moltes varietats en la coloració i el format.
Els unicolors poden ser de color roig i canyella, sense tonalitats "carboneres", amb el bec i les ungles de color clar, i de color negre, amb el bec de color de fosc.
Els que tenen diversos colors, segons el color base i la distribució de les clapes, es denominen de la següent forma: 
- "Cotonís i Pigards": el colom sencer és de color, llevat de l'escut de l'ala, que és blanc o esquitxat del color de base. N'hi ha en negre i vermell (pigards), i en roig i canyella (cotonís).
- "Ales": el plomatge, en general, és blanc, però amb les plomes primàries de les ales, de color.
- "Coes": el plomatge, en general, és blanc, amb la coa i el carpó de color negre, cendrós, roig o canyella.
- "Pedaços i Goril·les": el cap, les plomes primàries de l'ala, la part de l'escut alar i el centre del pit són de color negre, roig o canyella. La resta del cos és blanc en els "Goril·les", i amb la coa de color en els "pedaços".
- "Mongins": el cap, des del clatell fins a la part baixa del coll, el carpó, la coa, el ventre i les plomes primàries de l'ala, són blanques, i la resta del cos, de color negre, cendrós, roig, canyella o vermell.
- "Ales blanques": el plomatge és de color negre o roig, i les darreres plomes primàries (de 7 a 10) de l'ala, blanques.

## Usos i aprofitament
Aquesta raça pertany al grup de coloms de vol i en l'actualitat es cria pels variats colors del seu plomatge i per la pràctica de vol en grup ("esbart").
El seu cens actual és escàs, per la qual cosa la situació és molt delicada, ja que són pocs els criadors i moltes les variants de coloració del plomatge.